# Avenue Auber
Pour les articles homonymes, voir Auber.
L’avenue Auber (en néerlandais : Auberlaan) est une voie bruxelloise de la commune d’Anderlecht.

## Situation et accès
Cette avenue débute  square Émile Vander Bruggen et se termine rue d'Aumale en passant par la rue de la Conciliation.
La numérotation des habitations va de 1 à 21 pour le côté impair et de 6 à 24 pour le côté pair.

## Origine du nom
Elle porte le nom du compositeur français Daniel François Esprit Auber (1782-1871).